# Sedam rimskih brežuljaka
Sedam rimskih brežuljaka su brežuljci koji su pripadali antičkom gradu Rimu. Prema legendi prvi rimski kralj Romul osnovao je naselje na Palatinu. Kvirinal i Eskvilin nastanjivali su Sabinjani. U vrijeme kraljeva nastanjeni su ostali brežuljci osim Aventina koji je pripojen gradu kasnije. Močvarna ravnica ispod Kapitolija isušena je i pretvorena u Forum Romanum - mjesto gdje se odvijao društveni život grada. Kapitolij s hramovima Jupitera, Junone i Minerve postaje središte vjerskog kulta i simbol rimske vlasti. 
Imena sedam brežuljaka su:
- Palatin (lat. Palatium)
- Aventin (lat.Aventinum)
- Kapitol (lat.Capitolium)
- Celij (lat.Caelius)
- Viminal (lat.Viminalis)
- Kvirinal (lat.Quirinalis)
- Eskvilin (lat.Esquilinum)